# The Dark Roses
The Dark Roses er en dansk graffitigruppe fra København. Stiftet nytårsaften 1984, af to medlemmer fra 'The New Nation', Cobra and Doggie.[kilde mangler] The Dark Roses er en af Skandinaviens graffitipionerer[kilde mangler] og siden gruppens fødsel har kunstnere, såsom: Seeny, Pirat, Crazy Cat, Stich, Cobra, Leece, Snaky, Jeen, Rodrigo, Case D., Mini, Gooser, Pearl, Aim, Freez, Dwane, Sonic, Dozo, Sece, Fuse, Noiz, Avelon og Doggie taget del i udviklingen af The Dark Roses. Selvom store dele af gruppens medlemmerne ikke længere er udøvende graffitimalere eksistere den endnu.
Blandt andet i januar 2007 stiftede gruppen en NetBiennial. En non-profit 'graffiti' internet biennial, der i hovedtræk er uden censur, er gratis og åben for alle html/xhtml kunstnere.

## Udvalgt Litteratur
- 1985 Dansk Wildstyle Graffiti af Peter Skaarup, Libero ISBN 87-981341-4-0

## Ekstern henvisning
- The Dark Roses entry
- NetBiennial entry